# Patricia Pérez Goldberg
Patricia Carolina Rosario Pérez Goldberg (Santiago, 22 de febrero de 1974) es una abogada y política chilena. Fue ministra de Justicia entre 2012 y 2014, durante el primer gobierno de Sebastián Piñera. Actualmente ejerce como jueza en la Corte Interamericana de Derechos Humanos.

## Familia
Hija de Manuel Ceferino Pérez Jara, un oficial de Carabineros y de Hilda Patricia Goldberg Parada, una dueña de casa y se crio en la ciudad de Valparaíso.

## Estudios
Ingresó a la carrera de Derecho en la Universidad de Valparaíso en donde fue ayudante del ramo Derecho del Trabajo y Seguridad Social. Luego se tituló de abogada en 1999. 
Cursó cinco postítulo o diplomados; un Diplomado en Reforma Procesal Penal por la Universidad de Chile en el 2001, un Postítulo sobre “Aspectos Fundamentales y Tendencias Actuales del Derecho Penal” por la Universidad Católica del Norte en el año 2002, un Diplomado en Derechos Humanos por la Universidad de Chile en el 2005, un Diplomado en Fortalecimiento del Estado de Derecho a través de la Capacitación en Derechos Humanos de Operadores de la Justicia por la Universidad de Chile en el 2006 y un Diplomado en Gerencia Pública con Enfoque de Género por Flacso en el 2007.
Obtuvo un Magíster en Derecho Penal y Ciencias Penales por la Pontificia Universidad Católica de Valparaíso el 2010.
Es Doctora Honoris Causa por la California Western School of Law el 2013.
Obtuvo un Doctorado en Derecho por la Universidad de Valparaíso con la tesis “Las Mujeres Privadas de Libertad y el Enfoque de Capacidades” aprobada con distinción máxima el 2020,editado posteriormente en separata.

## Carrera profesional y pública
Entre 2000 y 2001 se desempeñó como abogada jefe de la Corporación de Asistencia Judicial de la Región de Valparaíso. También formó parte de la Unidad de Estudios de la Defensoría Penal Pública de Valparaíso, organismo al que ingresó en 2004. 
Ha sido docente en las universidades Católica de Valparaíso y Adolfo Ibáñez.
En 2007 fue incluida entre las cien mujeres líderes de Chile por la sección "Economía y Negocios" del diario El Mercurio y la organización Mujeres Empresarias.
El 11 de marzo de 2010 asumió como subsecretaria de Justicia, del primer gobierno del presidente Sebastián Piñera.
El 17 de diciembre de 2012 asumió como ministra de Justicia, tras la renuncia del entonces ministro Teodoro Ribera. Durante su gestión, debió enfrentar un largo paro nacional de funcionarios del Servicio de Registro Civil e Identificación y las denuncias de irregularidades y maltratos en hogares administrados por el Servicio Nacional de Menores (Sename). Su gestión finalizó el 11 de marzo de 2014, con el término de gobierno.
En octubre de 2015, fue nombraba como nueva conservadora de Bienes Raíces de Villa Alemana.
En febrero de 2021 fue postulada para jueza de la Corte Interamericana de Derechos Humanos. Cargo que obtuvo a finales del mismo año para el periodo 2022-2027.

## Vida personal
Está casada en segundas nupcias con Pablo Andrés Gómez Niada, fiscal regional de Valparaíso con quien tuvo dos gemelas; Esperanza y Libertad, nacidas el 23 de enero de 2014, lo que la convirtió en la primera ministra en la historia de Chile en dar a luz en el ejercicio de su cargo.
Desde 2000 padece de lupus eritematoso. Debido a esa dolencia, el 25 de enero de 2014 (dos días tras el parto de sus gemelas), fue internada en el Hospital Naval Almirante Nef de Viña del Mar, por una mononeuritis múltiple.

## Publicaciones
- “Mujer, cárcel y desigualdad”, en Revista Trayectorias Humanas Continentales (2018)
- “Discriminación: el caso de Lorenza Cayuhán”, Revista de Ciencias Sociales de la Universidad de Valparaíso (2017)
- “Balance y Desafíos de la Nueva Política Penitenciaria" , Ministerio de Justicia (2014)
- “Política Penitenciaria con enfoque de género”, Ministerio de Justicia (2013)
- “Innovación en el Sector Justicia”, Ministerio de Justicia (2012)
- “El primer programa chileno de suspensión condicional para adictos que delinquen" en “Justicia Penal y Adicciones. Tribunales de Tratamiento de Drogas como Alternativa a la Sanción”. Fundación Paz Ciudadana - Lexis Nexis - Proyecto Acceso (2010)
- “La psicopatía como causal de imputabilidad", Boletín Centro de Estudios de la Justicia de la Escuela de Derecho de la Universidad Católica del Norte (diciembre 2003) •
- “La autorización judicial como mecanismo de resguardo de derechos. Fundamentación y aplicación del principio de proporcionalidad”. Comentario a resolución del juez de garantía que deniega autorización al Ministerio Público para entrar y registrar un inmueble, Informativo Jurídico, Editorial Jurídica de Chile N°35 (septiembre 2003)
- Comentario referente a “Exclusión de prueba en razón de su ilicitud, en causa Ruc 0200087153-5, Juzgado de Garantía de Ovalle”, Revista de Derecho Procesal Penal No 6 (febrero 2003)
- Comentario relativo a “La facultad de suspensión de la pena aplicada en causa Ruc 0100057084-9, Juzgado de Garantía de Ovalle” (Revista de Derecho Procesal Penal No 3, noviembre 2002)